# 徳永春夫
徳永 春夫（とくなが はるお、1921年 - ）は、日本の教育者。

## 来歴
熊本県玉名郡石貫村（現・玉名市）に、石貫村村長も務めた徳永右馬七の三男として生まれる。徳永右馬七は旧制第五高等学校で嘱託教員を務めたことがあり、当時同僚だった夏目漱石とも親交を結んでいた。
熊本県立玉名中学校（現・熊本県立玉名高等学校・附属中学校、1938年卒業）、旧制第五高等学校を経て、東京帝国大学文学部を卒業した。卒業後は、海軍兵学校の文部教官となった。
終戦後、母校の玉名高等学校教諭に就いたのち、熊本県立牛深高等学校では教頭・指導主事・主幹、熊本県立大津高等学校・熊本県立八代高等学校（1971年 - 1974年）・熊本県立熊本西高等学校・熊本国府高等学校（1980年 - 1989年）では校長を務めた。